# Argentinská rallye 1995
Argentinská rallye 1995 byla sedmou soutěží mistrovství světa v rallye 1995 pro třídu dvoulitrových vozů. Soutěž se jela ve dnech 7 až 9. července 1995 na šotolině a délka tratí byla 458 km, které byly rozděleny na 23 rychlostních zkoušek. Vítězem byl Jorge Recalde na voze Lancia Delta HF Integrale.
Mezi největší favority patřili Recalde a Trelles na Lanciích, Becham a Malarczuk na vozech Peugeot 405 MI 16, Raies a Suriani s vozy Renault 18 GTX. Soutěže se účastnil i tým Škoda Motorsport, se dvěma vozy Škoda Felicia Kit Car zde startovaly posádky Emil Triner s Pavlem Štancem a Pavel Sibera s Petrem Grossem.

## Průběh soutěže
Hned v prvním testu uzavíraly vozy Škoda první desítku. Ve vedení byl Raies. Po třetí etapě již byl Sibera pátý a Triner šestý. Raies havaroval a musel ze soutěže odstoupit. Posledním testem dne byla superspeciální zkouška v blízkosti stadionu. Obě Škodovky postoupily o pozici vpřed a ve skupině zaostávaly jen za Surianim a Beschamem. Do vedení se dostal Recalde.
Recalde držel vedoucí pozici i v druhé etapě. Sibera postoupil na třetí a Triner na čtvrté místo. Trinera ale postihla porucha a propadl se na patnácté místo. Zahájil tedy stíhací jízdu, aby se vrátil na bodované pozice. Na konci druhé etapy byl na deváté pozici.
Recalde udržoval vedení před Trellesem a Siberou. Triner postoupil na šesté místo. Průjezd poslední zkoušky byl odložen kvůli požáru. Následně na ní Galanti zaútočil a dostal se před Siberu. Triner uhájil šestou pozici a skončil třetí ve své třídě.
První tři jezdci ale nemohli bodovat v rámci mistrovství světa, ale jen v rámci mistrovství Argentiny. Vítězem soutěže pro mistrovství světa 1995 se tak stal Sibera.

## Výsledky
1. Jorge Recalde, Martin – Lancia Delta HF Integrale
2. Trelles, Gustavo – Lancia Delta HF Integrale
3. Galanti, Marco – Toyota Celica GT-4
4. Pavel Sibera, Petr Gross – Škoda Felicia Kit Car 1500
5. Torras, Gait – Renault 18 GTX
6. Emil Triner, Pavel Štanc – Škoda Felicia Kit Car 1500
7. Sufan, Rama – Peugeot 405 MI 16
8. Reinninger, Csösz – Renault Clio Williams
9. Oxoteguy, Olhaberry – Renault 18 GTX
10. Saillen, Henin – Renault 18 GTX